# 공화국 광장 (프라하)

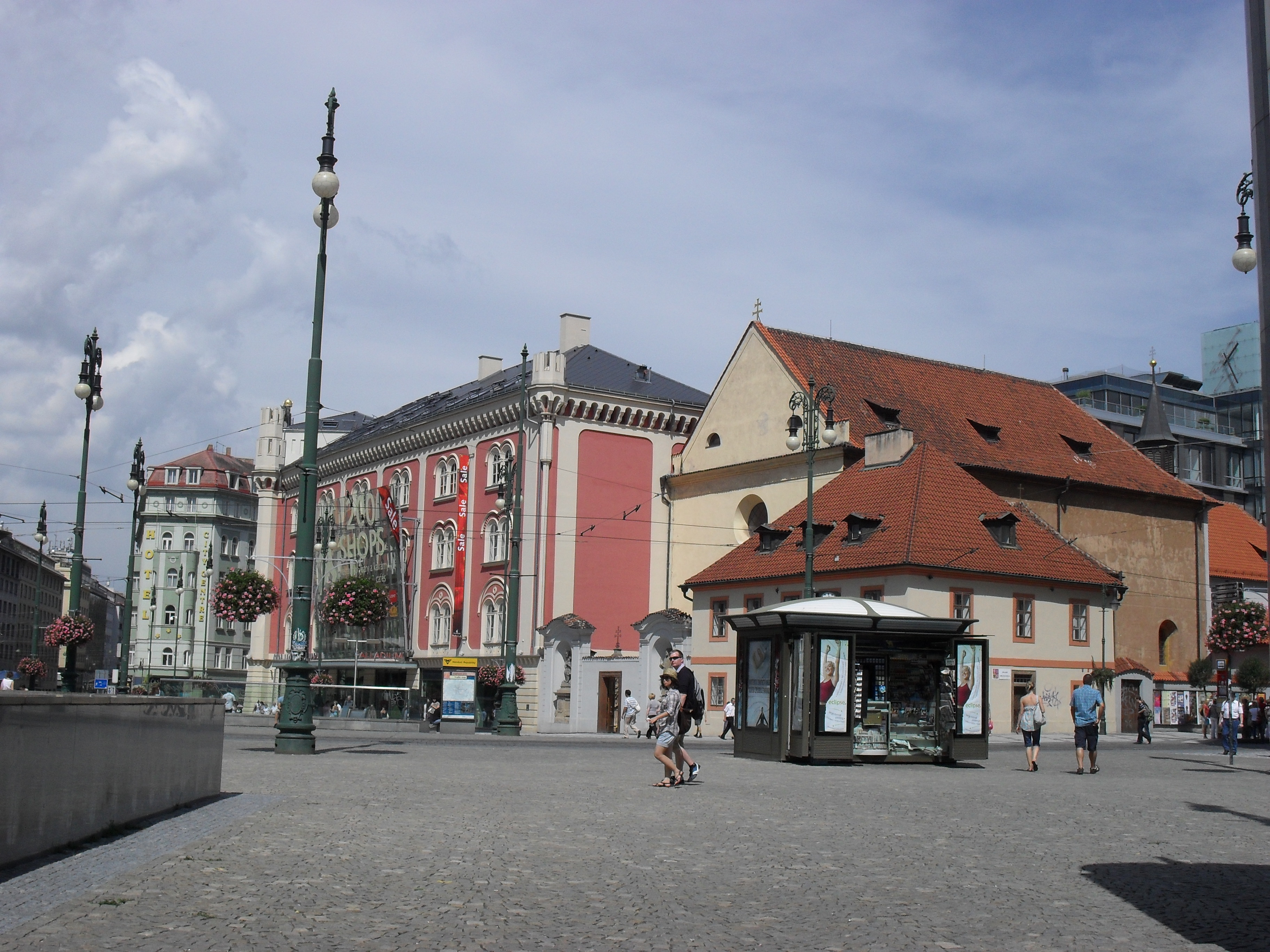
공화국 광장

레푸블리키 광장(체코어: Náměstí Republiky) 또는 공화국 광장은 체코 프라하에 위치한 광장이다.